# Wilkoniczki (wieś w województwie wielkopolskim)
Wilkoniczki – wieś w Polsce położona w województwie wielkopolskim, w powiecie gostyńskim, w gminie Pępowo.

## Historia
Miejscowość pierwotnie związana była z Wielkopolską i była notowana już w średniowieczu, co najmniej od połowy XV wieku. Nazwa po raz pierwszy odnotowana w dokumencie zapisanym po łacinie z 1447 jako Wylconycza Minus, 1489 Minus Wylkonycze, 1492 Minus Vylkowycze, 1522 Wilkonicze Minus, Minus Vilkonicze, Minus Vilkonycze, 1531 Minus Vylkonycze, 1531 Wylcowycze Minus, 1543 Minus Wylkowycze.
Miejscowość była wsią szlachecką należącą do lokalnej szlachty wielkopolskiej z rodu Wilkońskich, którzy od nazwy wsi utworzyli swoje odmiejscowe nazwisko, a później także do Miaskowskich, Krajewskich, Kromolickich. W 1447 wieś leżała w powiecie kościańskim Korony Królestwa Polskiego, w parafii Pępowo.
1522 wicepodkomorzy wytyczył granicę pomiędzy Wilkoniczkami należącymi do braci Jana, Mikołaja, Piotra i Andrzeja Wilkońskich, a Kołaczkowicami własnością Jana Kołaczkowskiego. Granica przegbiegała od kopca narożnego dzielącego wsie Wilkonice, Wilkoniczki i Kołaczkowice i biegła wzdłuż 13 znaków na drzewach w lesie zwanym Świny do drugiego kopca narożnego dzielącego Wilkoniczki, Kołaczkowice oraz wieś Skoraszewice. W 1523 odnotowana została grobla koło stawu w Wilkoniczkach.  W 1528 odnotowana została granica Wilkoniczek oraz Kołaczkowic, łąka o nazwie Ostrów pomiędzy Kołaczkowicami a Wilkoniczkami. W latach 1566–1567 dororoczny wiatrak zbożowy.
W 1566 odnotowano pobór podatków we wsi z działu należącego do pani Miaskowskiej. Podbrano je od 2 zagrodników oraz 2 komorników. Z działu należącego do Macieja Krajewskiego od 2 zagrodników oraz wiatraka dorocznego. W 1567 pobór odbył się z działu Jakuba Wilkońskiego od jednego zagrodnika, a z działu Wojciecha Wilkońskiego od jednego zagrodnika natomiast z działu Macieja Krajewskiego od dwóch zagrodników oraz wiatraka dorocznego. Z działów Wojciecha i Macieja Wilkońskich pobrano podatki od 3 zagrodników oraz 5 komorników. W 1576 pobór odbył się z działu Jana Miaskowskiego od dwóch zagrodników. W 1580 pobrano podatki z działu Macieja Kromolickiego od 2 zagrodników wymłóckowych.
W latach 1580–1583 w Wilkoniczkach działy mają: w 1580 dzierżawca części Seweryna i Adriana Wilkońskich - Maciej Kromolicki, w 1581 Jan Miaskowski, 1581-1583 Jakub Wilkoński jeden łan, 1581-1583 Maciej Wilkoński jeden łan oraz w 1583 Adrian Miaskowski.
Po rozbiorach Polski miejscowość wraz z całą Wielkopolską znalazła się w zaborze pruskim. W okresie Wielkiego Księstwa Poznańskiego (1815-1848) miejscowość należała do wsi większych w ówczesnym pruskim powiecie Kröben (krobskim) w rejencji poznańskiej. Wilkoniczki należały do okręgu krobskiego tego powiatu i stanowiły odrębny majątek, którego właścicielem był wówczas (1846) Teofil Gorzewski. Według spisu urzędowego z 1837 roku wieś liczyła 117 mieszkańców, którzy zamieszkiwali 11 dymów (domostw). W skład majątku Wilkoniczki wchodziła także wieś Wilkonice.
W latach 1975–1998 miejscowość położona była w województwie leszczyńskim.